# Braine-l'Alleud
Pour les articles homonymes, voir Braine.
Braine-l'Alleud (en néerlandais Eigenbrakel, en wallon Brinne-l'-Alou) est une commune francophone de Belgique située en Région wallonne dans la province du Brabant wallon.

## Géographie
La commune compte plus de 40 000 habitants (appelés Brainois(es)), sur une superficie de 5 232 ha. Commune la plus peuplée de la province,, elle se trouve à une vingtaine de kilomètres de Bruxelles. Elle regroupe trois anciennes communes : Braine-l'Alleud, Ophain-Bois-Seigneur-Isaac et Lillois-Witterzée.
Braine-l'Alleud tire son nom de la Braine, ancien nom du Hain, cours d'eau qui traverse son territoire et d'alleu, terme qui, au Moyen Âge, désignait une terre franche.

### Sections de la commune
| # | Nom                        | Superf. (km2) | Habitants (2020) | Habitants par km2 | Code INS |
| - | -------------------------- | ------------- | ---------------- | ----------------- | -------- |
| 1 | Braine-l'Alleud            | 28,29         | 31 457           | 1 112             | 25014A   |
| 2 | Lillois-Witterzée          | 9,83          | 4 409            | 449               | 25014B   |
| 3 | Ophain-Bois-Seigneur-Isaac | 14,04         | 4 303            | 306               | 25014C   |

### Communes limitrophes
| Beersel Hal       | Rhode-Saint-Genèse | Waterloo |
| Braine-le-Château | Braine-l'Alleud    | Lasne    |
| Ittre             | Nivelles           | Genappe  |

## Démographie

### Démographie: Avant la fusion des communes
- Source: DGS recensements population

### Démographie: Commune fusionnée
En tenant compte des anciennes communes entraînées dans la fusion de communes de 1977, on peut dresser l'évolution suivante
Les chiffres des années 1831 à 1970 tiennent compte des chiffres des anciennes communes fusionnées.
- Source: DGS , de 1831 à 1981=recensements population; à partir de 1990 = nombre d'habitants chaque 1er janvier

## Histoire

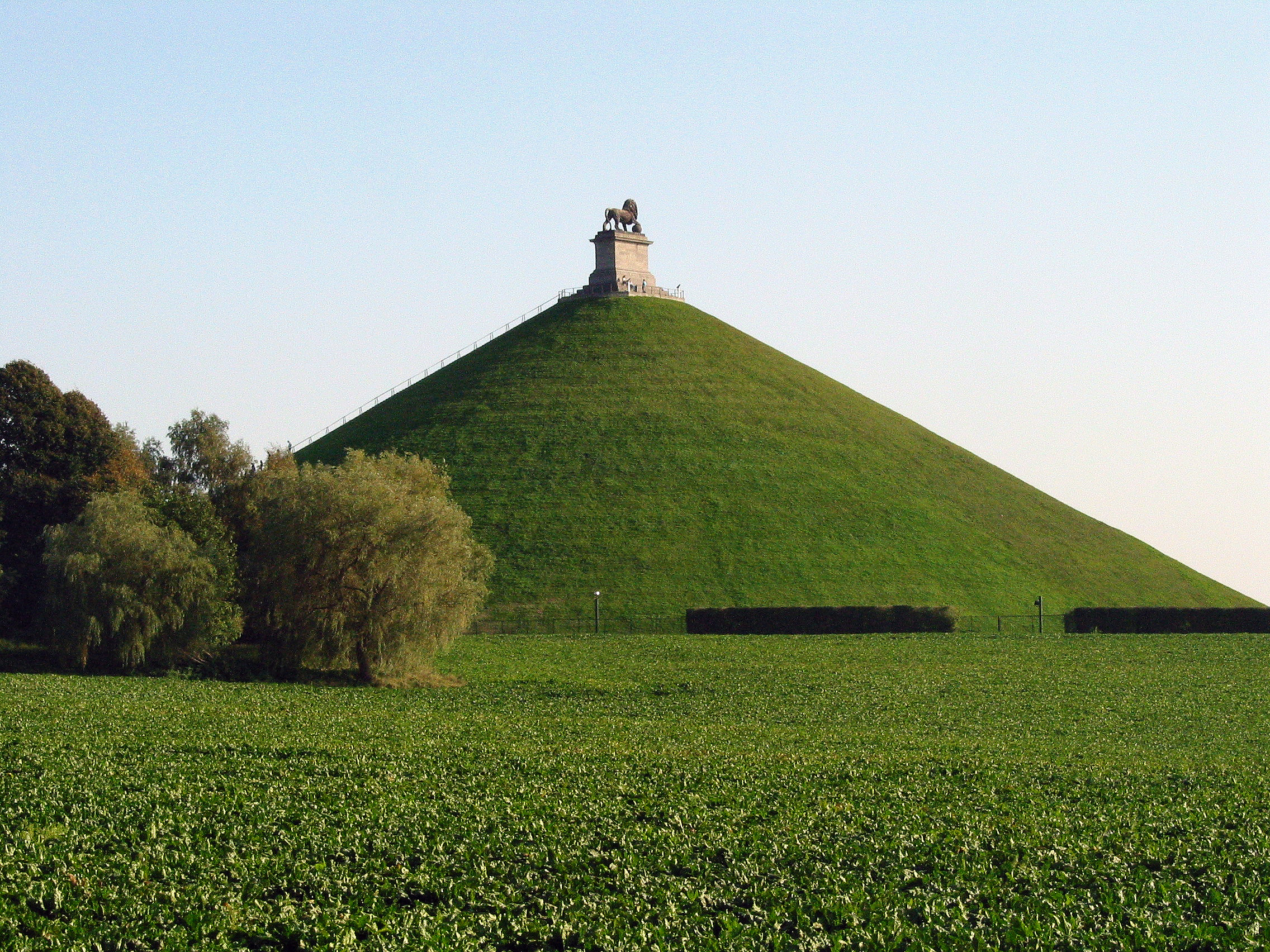
La butte du Lion.

Selon les sources écrites, la première apparition de la paroisse brainoise remonte en 1131.
Un acte nous dit que Godefroid Ier, duc de Brabant, et Godefroid, son fils, cèdent à l’abbaye de Gembloux, « Dudinsart », sis dans la paroisse de Braine-l’Alleud.
Sur le plan historique, Braine-l'Alleud regorge également de souvenirs de la bataille de Waterloo. Une grande partie des combats s'y déroulèrent pour ne pas dire la quasi-totalité. À l'époque Plancenoit et Waterloo étaient des hameaux de Braine-l'Alleud. L'actuelle église Saint-Étienne située au centre de la commune fut alors transformée en hôpital de campagne. La célèbre Butte du Lion et la belle ferme d'Hougoumont se trouvent toujours sur le territoire de Braine-l'Alleud.
Du XVIIe au XVIIIe siècle, la population subit évidemment des problèmes à la suite des guerres et des passages des troupes militaires dus à la politique d’hégémonie de Louis XIV, lors de ses campagnes militaires successives dans les pays-bas autrichiens.

## Héraldique
|  | La commune possède des armoiries qui lui été octroyées le 15 septembre 1819 et à nouveau les 25 mai 1838 et 5 septembre 1979. En 1819, le blasonnement était : Croisé d'or et d'azur et scellé de trois lions d'or du champ sur le tout et en 1838 : D'or à quatorze trangles d'azur et trois lions du champ sur le tout pour arriver au définitif. Ces armoiries sont basées sur le plus vieux sceau connu pour la ville en 1358. Le sceau montrait, comme les sceaux ultérieurs des XVIIe et XVIIIe siècles, les armoiries de Nicolas de Barbençon. Le domaine et la ville de Braine ont appartenu à la famille Barbençon jusqu'en 1312 quand Colard de Barbençon rendit le domaine au Duché de Brabant. Les armoiries de la famille était identiques à celles octroyées à la commune en 1838. Blasonnement : D'or à quatorze burèles d'azur et trois lions d'or brochant sur le tout. Source du blasonnement : Heraldy of the World. |

## Politique et administration

### Conseil et collège communal 2024-2030
Ci-dessous, le tableau des résultats des élections communales de 2024.
| Parti | Parti         | Voix (2024) | Voix (2018) | % (2024) | % (2018) | +/-    | Sièges  | +/-  | Collège |
| ----- | ------------- | ----------- | ----------- | -------- | -------- | ------ | ------- | ---- | ------- |
|       | ensemble      | 9.378       | -           | 39,39%   | -        | 0.0 %  | 13 / 35 | 13.0 | Non     |
|       | L.BOURGMESTRE | 14.433      | 11.149      | 60,61%   | 45,81%   | 14.8 % | 22 / 35 | 4.0  | Oui     |
|       | ECOLO         | -           | 4.470       | -        | 18,37%   | 0.0 %  | - / 35  | 6.0  | Non     |
|       | PP            | -           | 607         | -        | 2,49%    | 0.0 %  | - / 35  | 0.0  | Non     |
|       | DéFI          | -           | 1.540       | -        | 6,33%    | 0.0 %  | - / 35  | 1.0  | Non     |
|       | INT. BRAINOIS | -           | 4.381       | -        | 18,00%   | 0.0 %  | - / 35  | 6.0  | Non     |
|       | PluS          | -           | 1.978       | -        | 8,13%    | 0.0 %  | - / 35  | 2.0  | Non     |
|       | IC            | -           | 211         | -        | 0,87%    | 0.0 %  | - / 35  | 0.0  | Non     |
| Total | Total         | 23 811      | 24 336      | 100 %    | 100 %    |        | 35      |      |         |

| Collège communal  |                          |                           |
| ----------------- | ------------------------ | ------------------------- |
| Bourgmestre       | Vincent Scourneau        | MR - Liste du Bourgmestre |
| 1er Échevin       | Jean-Marc Wautier        | MR - Liste du Bourgmestre |
| 2e Échevine       | Chantal Vermissen-Sollie | MR - Liste du Bourgmestre |
| 3e Échevin        | Geoffroy Matagne         | MR - Liste du Bourgmestre |
| 4e Échevin        | Silvio Proto             | Liste du Bourgmestre      |
| 5e Échevine       | Véronique Denis-Simon    | Liste du Bourgmestre      |
| 6e Échevine       | Muriel Zwings            | Liste du Bourgmestre      |
| Président du CPAS | Pierre Lambrette         | MR - Liste du Bourgmestre |

### Liste des bourgmestres
- 1800-1805 : François-Joseph Mercier
- 1805-1818 : Panquin
- 1818-1859 : Édouard Gouttier
- 1850 : André Fortamps (intérim)
- 1850-1856 : Désiré Mercier
- 1856-1866 : Philippe Derbaix
- 1867-1890 : Achille Wayez
- 1891-1895 : Édouard Cloquet
- 1896-1900 : Léopold Vanham
- 1900-1904 : Léon Jourez
- 1904-1911 : Jules Rayez
- 1912-1921 : Léon Jacobs
- 1921-1940 : Jules Hans
- 1940-1944 : Alexandre Pays (faisant fonction)
- 1944-1952 : Jules Hans
- 1953-1955 : Lucien Pleunes
- 1965-1967 : Raymond Brassine
- 1967-1971 : Louis Paesmans
- 1971-1976 : André Gilbert
- 1977-1983 : Émile-R. Désirant
- 1983-2000 : Emmanuel Hendrickx
- 2000-2001 : Claude Staumont
- 2001- : Vincent Scourneau

### Jumelages
La commune de Braine-l'Alleud est jumelée avec :
- Ouistreham (France) depuis 1954 ;
- Drummondville (Canada) depuis 1985 ;
- Menden (Allemagne) depuis 1978 ;
- Basingstoke and Deane (Royaume-Uni) depuis 1979 ;
- Šlapanice (Tchéquie) depuis mai 2005.

## Patrimoine et culture

### Patrimoine architectural

#### La chapelle et la ferme de l'Ermite
Monument classé en 1936, la chapelle dite "du Vieux-Moutier" était auparavant liée à une communauté religieuse. Maintenant restaurée, elle est devenue propriété privée. D'un style gothique vue d'extérieur, son mobilier est tout à fait renouvelé de certaines collections privées. À côté de cette chapelle, se trouve un vestige dépendant du prieuré de Sept Fontaines, la ferme de l'Ermite. Elle fut modifiée au fil du temps et comprend encore maintenant un corps de logis avec un noyau datant du XVIIIe siècle.

#### La ferme d'Hougoumont

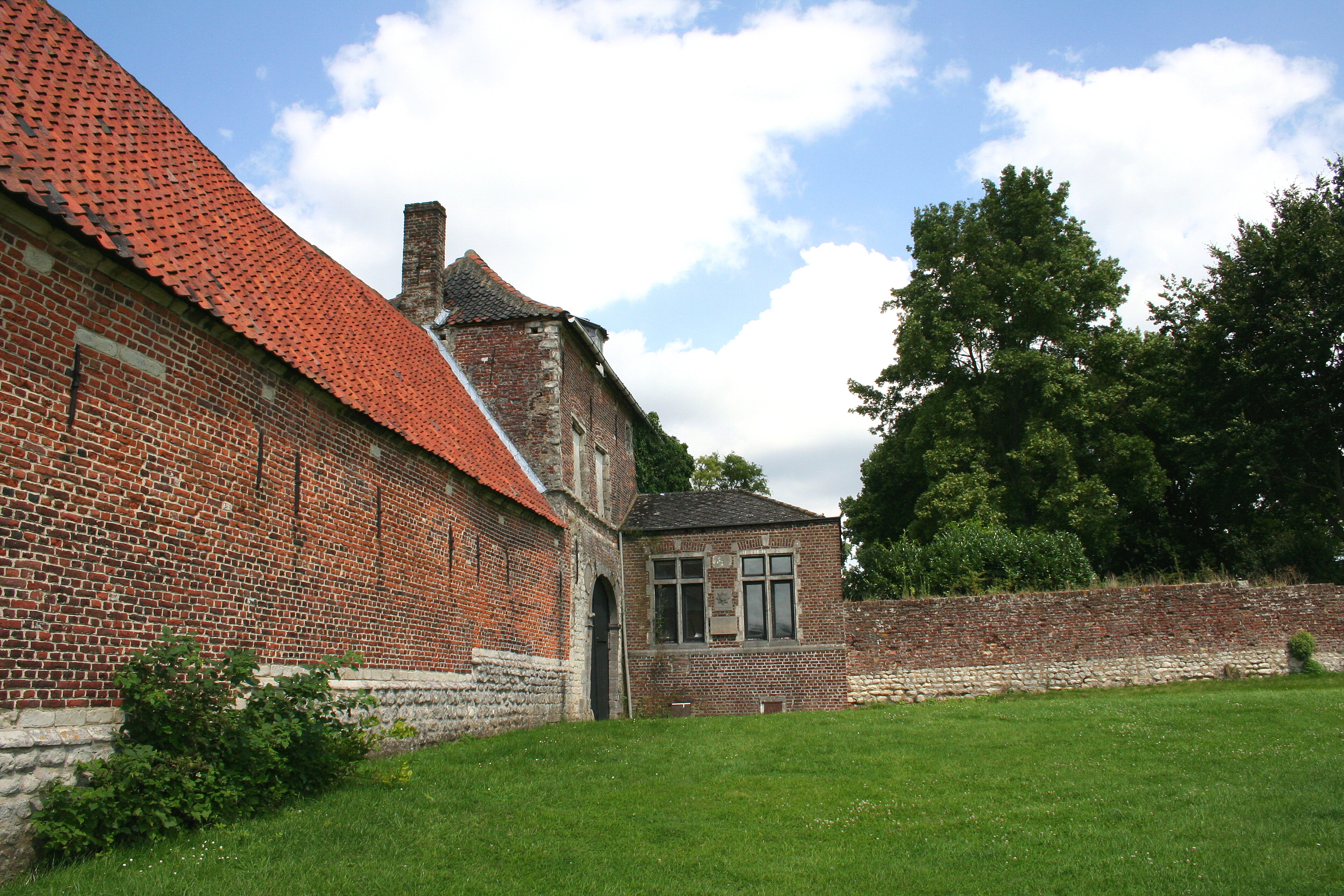
La ferme d'Hougoumont.

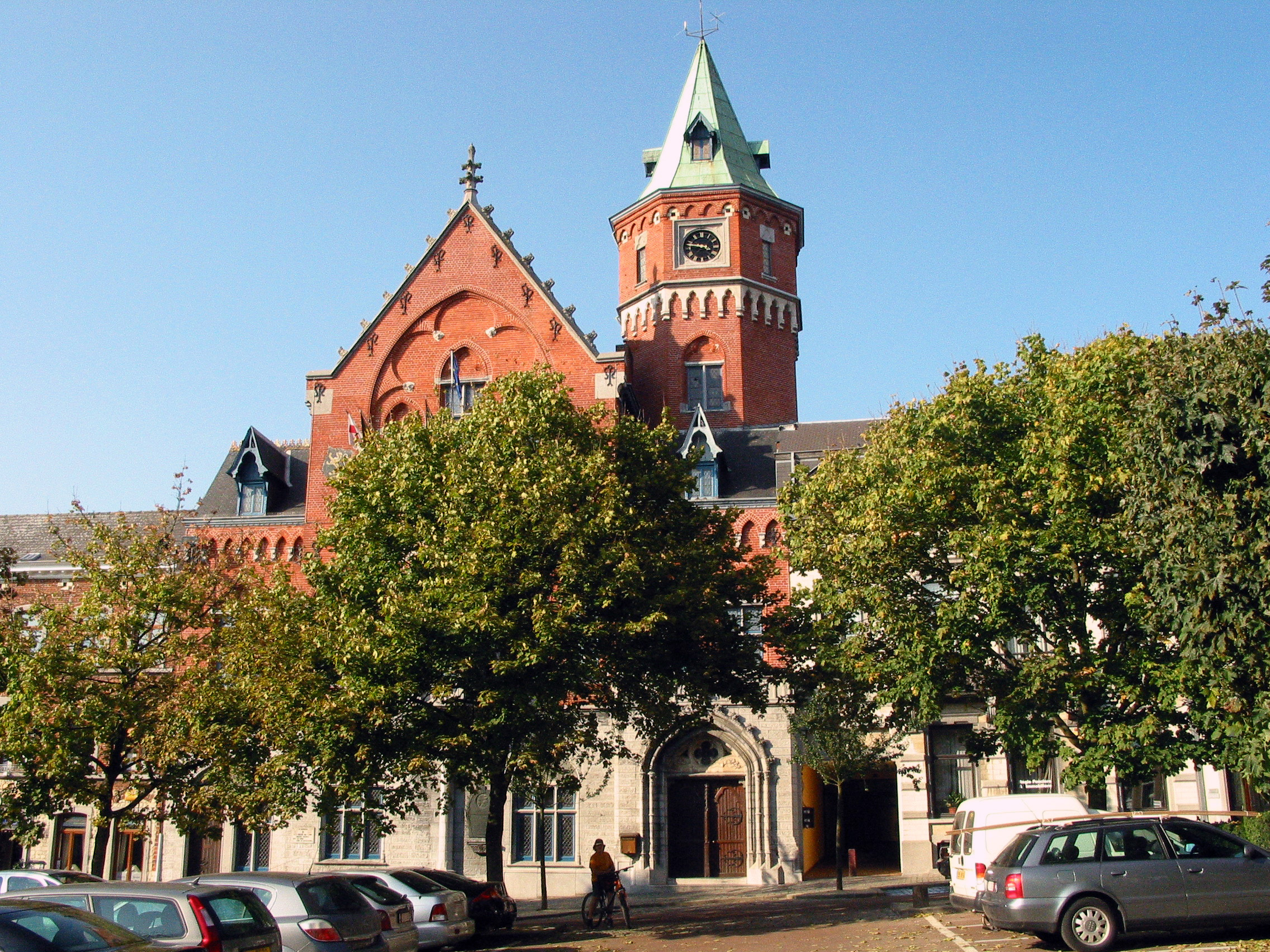
Ancien hôtel de ville.

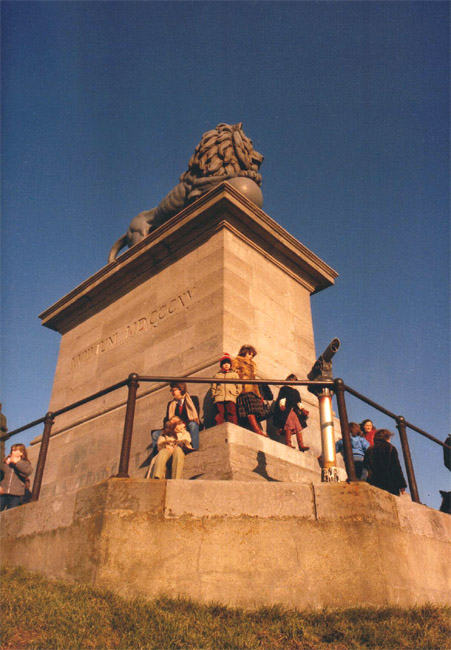
Braine-l'Alleud, le sommet de la butte et son célèbre lion.

Le domaine de 1474 était un poste des troupes britanniques lors des combats du 18 juin 1815. Elle a été restaurée en 1856 et subit encore maintenant des restaurations. Elle garde encore des vestiges de 1815 – 1860 rescapés des feux et des destructions.  

#### L'église Saint-Étienne
L'église Saint-Étienne de Braine-l'Alleud se compose d'une nef et d'un transept en style gothique du XVIe siècle, d'une tour de 1762, et d'un complexe en style néogothique (1865-1888).

#### Aqueduc de Mont-Saint-Pont
L'aqueduc de Mont-Saint-Pont, construit en 1844, servait à acheminer l'eau captée dans la commune vers Bruxelles, au réservoir d'Ixelles. Il a été utilisé jusqu'en 1972. La Région wallonne a classé l'aqueduc en mai 2014 sur une liste de bâtiments anciens à protéger.

#### Viaduc de l'Estrée
Le viaduc de l'Estrée (1885) est un viaduc situé sur l'ancienne ligne de chemin de fer Braine-l'Alleud - Tubize et permettant de franchir le Hain.

### Culture

#### Théâtre et culture
- Centre culturel de Braine l'Alleud.
- Maison de la Culture de Braine l'Alleud.
- Compagnie théâtrale des Gens Bons et Sale Ami : troupe de théâtre amateur.
- Quelle troupe!: Troupe de théâtre amateur.
- Le Théâtre entre Amis: Troupe de Théâtre amateur.
- Atelier Théâtre Bouldegum: Centre d'expression et de créativité.
- ArtiZik.
- Académie de Musique de Braine l'Alleud.

#### Autres
- Bière locale L'Ophinoise 7.
- Bière locale Saison Théâtrale.
- Chorale "La Pastourelle"  créée en 1973.

## Galerie

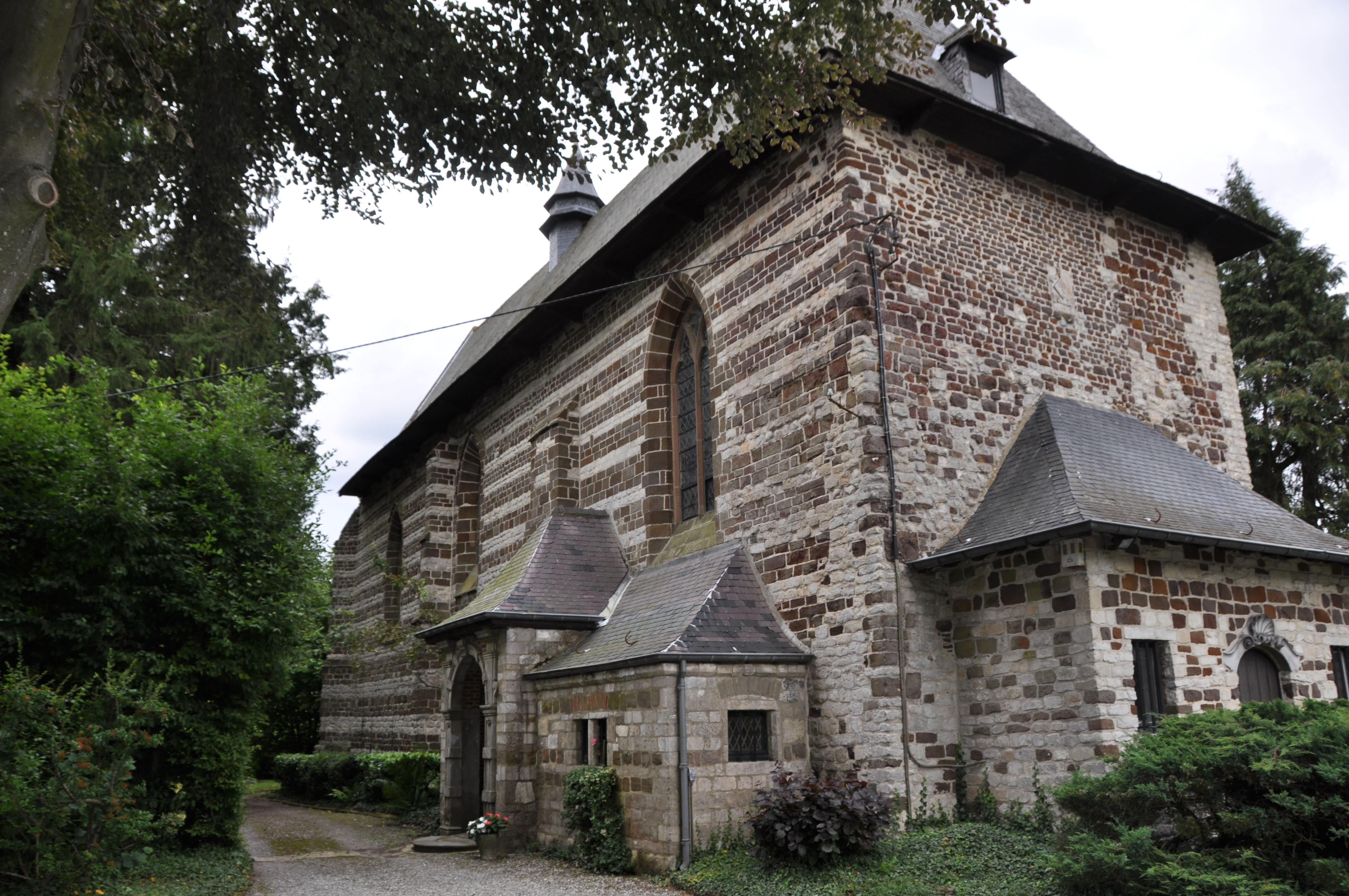
La chapelle de l'Ermite, également dénommée chapelle du Vieux-Moûtier ou chapelle Notre-Dame de Jéricho.
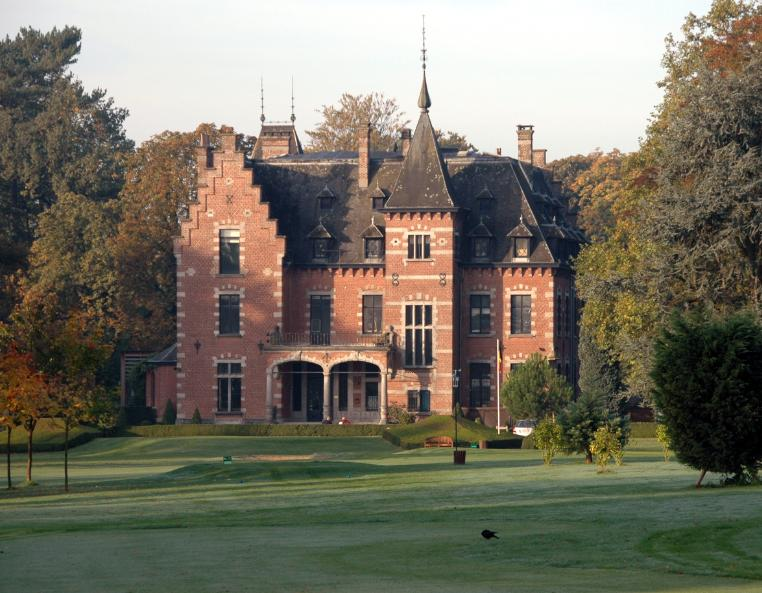
Le Golf Club de Sept Fontaines et le château de l'Hermite.
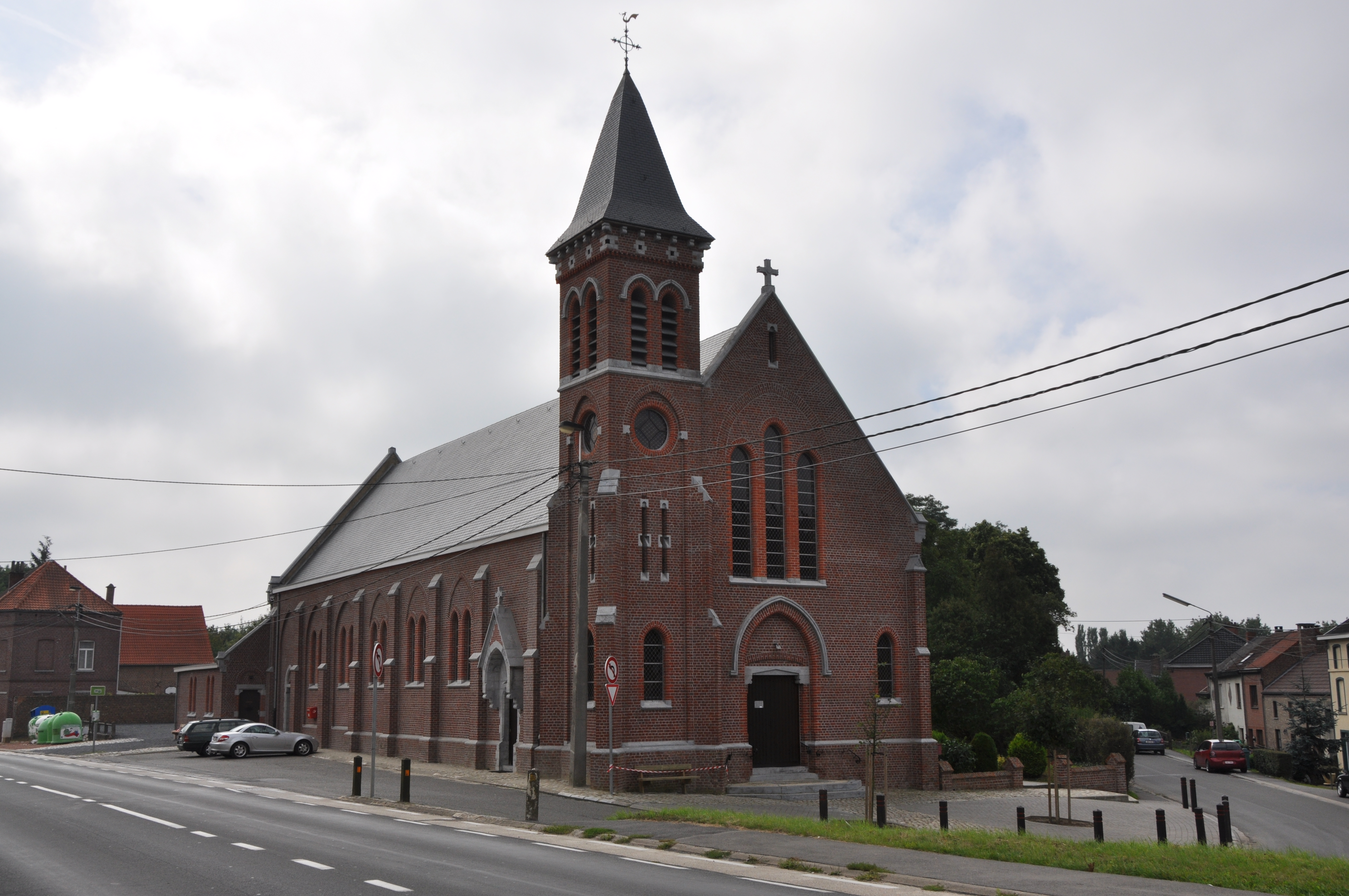
L’église du Sacré-Cœur de l'Ermite.
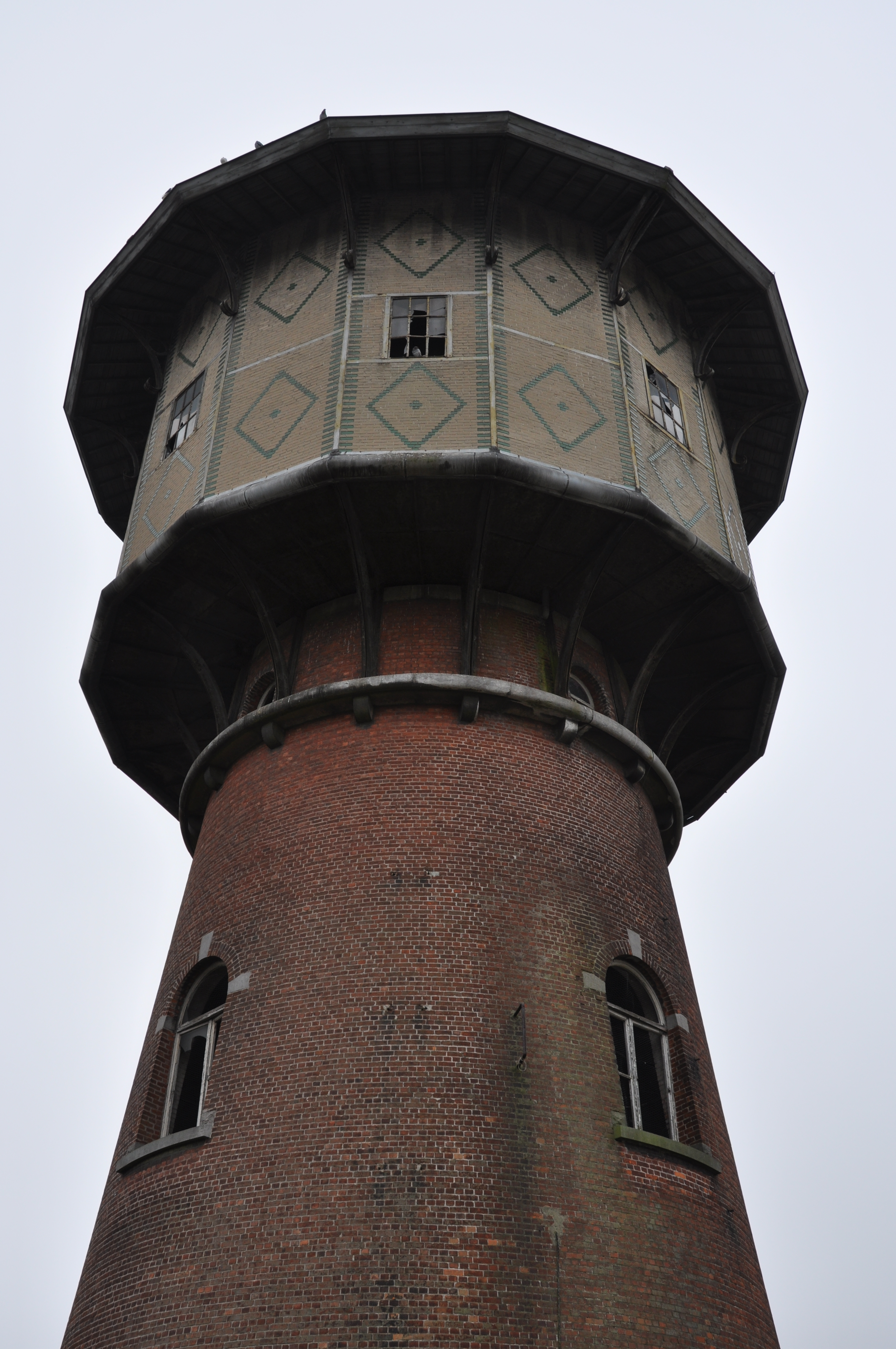
Le château d'eau de l'Ermite.
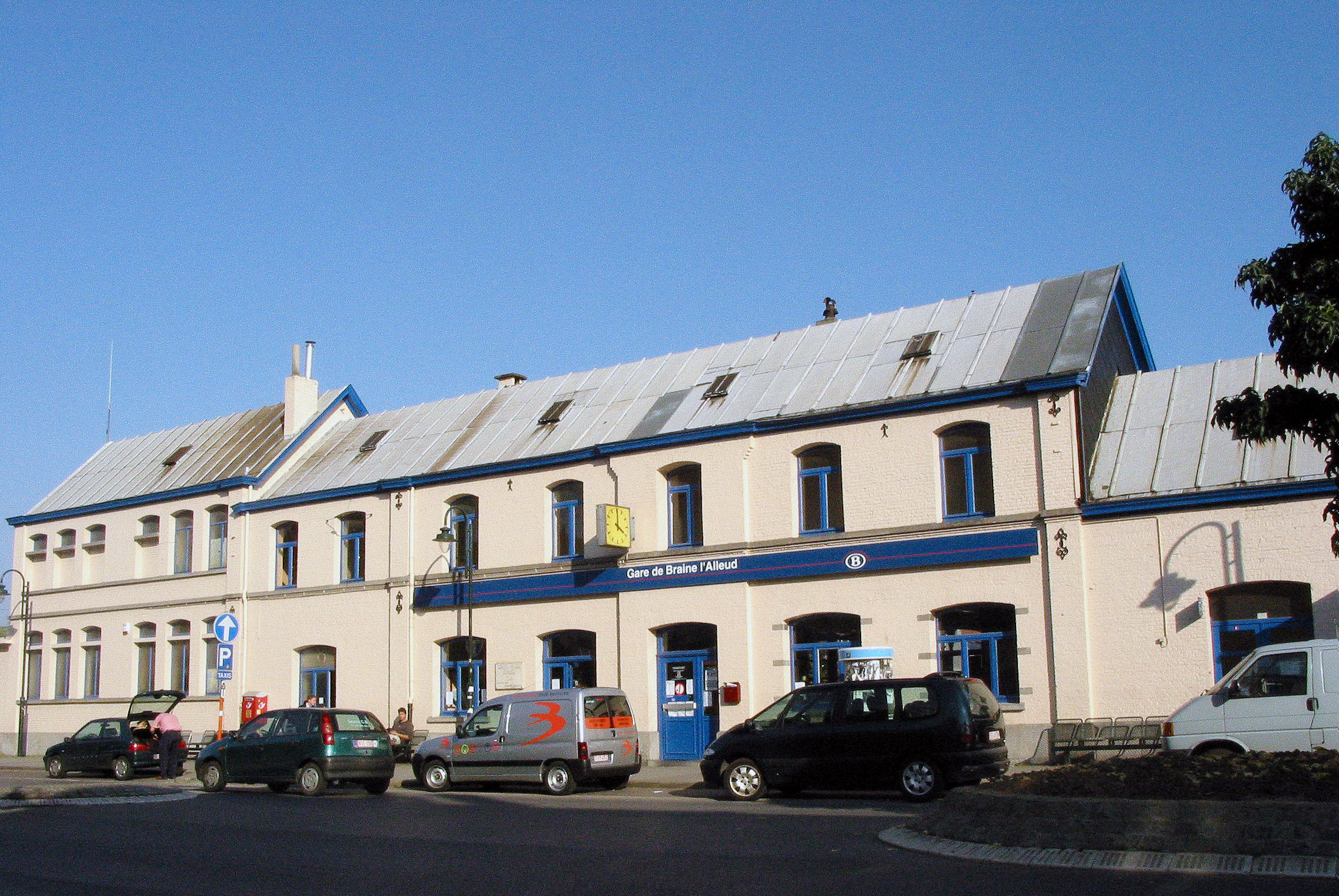
La gare.

## Enseignement
À Braine-l'Alleud, l'enseignement public et privé des réseaux officiel et libre sont subventionnés par la Communauté française de Belgique.

### Enseignement ordinaire et artistique
|            | Officiel | Libre | Privé                       |
| ---------- | --- | --- | --------------------------- |
| Maternel   | - École communale "Le Grand Frêne" à Ophain. - Athénée royal Riva-Bella (ARBA) - implantation du "Genévrier" - implantation "Les Oisillons" - implantation du Paradis                   | - Collège Cardinal Mercier (CCM) - Ecole maternelle du CCM - École l'Esperluette - École Anne-Marie à Ophain. - Institut Saint-Jacques (ISJ) - École Saint-Jacques. - École Saint-Léon à Lillois. - École Saint-Jean-Baptiste à Bois-Seigneur-Isaac - Institut Saint-Joseph, quartier de l'Ermite. - Institut de la Vallée Bailly (IVB) - École "La Petite École dans la Prairie". - École Sainte-Bernadette. - Institut Sainte-Famille. - École de la Vallée Bailly. | - Montessori House Belgium. |
| Primaire   | - École communale "Le Grand Frêne" à Ophain. - École communale "Le Pré Vert" à Lillois. - Athénée Royal Riva-Bella (ARBA). - implantation du "Genévrier" - implantation "Les Oisillons" | - Collège Cardinal Mercier (CCM). - École primaire du CCM. - École l'Esperluette - Institut Saint-Jacques. - École Saint-Jean-Baptiste à Bois-Seigneur-Isaac - Institut Saint-Joseph, quartier de l'Ermite. - Institut de la Vallée Bailly (IVB) - École "La Petite École dans la Prairie". - École Sainte-Bernadette. - Institut Sainte-Famille. - École de la Vallée Bailly.                                                                                        | - Montessori House Belgium. |
| Secondaire | - Athénée royal Riva-Bella (ARBA). | - Collège Cardinal Mercier (CCM) - Institut de la Vallée Bailly (IVB). |                             |
| Artistique | - Académie de musique "Yolande Uyttenhove". - École communale des Arts (EAB). - École des arts de Braine-l'Alleud                                                                       | | - Les Petits Archets.       |

### Enseignement spécialisé
|            | Officiel                   | Libre                                                         | Privé |
| ---------- | -------------------------- | ------------------------------------------------------------- | ----- |
| Maternel   | - E.E.S.P. Braine-l'Alleud | - École de la Maison Familiale asbl - École du Soleil Levant. |       |
| Primaire   | - E.E.S.P. Braine-l'Alleud | - École de la Maison Familiale asbl - École du Soleil Levant. |       |
| Secondaire |                            |                                                               |       |

## Sports et vie associative

### Activités sportives
La commune contient de nombreuses associations et clubs de sport.
Il existe plusieurs infrastructures sportives :
- le hall Omnisports Gaston Reiff : 2 halls sportifs, 2 dojo, 2 salles de danse, 10 pistes de pétanque ;
- le stade Gaston Reiff : piste athlétisme, 6 terrains de football, 2 terrains intérieurs de tennis, 15 pistes de pétanque.
- le Centre Sportif du Collège Cardinal Mercier : Hall de Sports, piscine, salle d'escalade, terrains de football et courts de tennis, 1 dojo ;
- une Maison des Sports : asbl dont le but est la promotion sportive.

Les associations sportives répertoriés sont au nombre de 123 dont :
- Athlétisme : Union Sportive Braine Waterloo.
- Badminton : Badminton Club Cardinal Mercier.
- Basket-Ball : École de Basket « les Castors de Braine », Braine 2001.
- Cyclisme : Cyclo Club Lillois.
- Équitation : 4 clubs dans la commune.
- Escrime : Cercle d'Escrime de Braine l'Alleud.
- Escalade : Altitude CCM au College Cardinal Mercier.
- Football : AFCCM Braine, l'Amicale Standard Midi Football Amateur, Braine United, Royal Cercle Sportif Brainois, Union Sportive d'Ophain.
- Golf : Golf de Sept Fontaines, Golf de Lillois.
- Gymnastique : Aquilon Lillois.
- Lacrosse : Braine Lacrosse.
- Natation : Aqua College, Piscine BL’A.
- Plongée : Thalassa Diving.
- Pétanque : Le paradis Pétanque Club.
- Tennis : Tennis Club de Braine l'Alleud, et Tennis Club CCM.
- VTT : Les Bikers de l'Alleud.
- Tennis de table : CTT Braine-l'Alleud.
- Trampoline : Aquilon Lillois.
- Dynamic Club : Gym artistique, gym acrobatique, tennis, jazz.
- Arts martiaux : Judo, karaté, soo-Bahk do, Taekwondo, aikido, yoseikan budo, kung-fu, etc.

## Brainois célèbres
- Yves Beaunesne (1958-): metteur en scène.
- Madeleine Bogart (1909-1996), première femme nommée assistante de la faculté des sciences appliquées de l’Université libre de Bruxelles, est morte à Braine-l'Alleud.
- Nicolas Belina-Podgaetsky (1896-1967), émigré russe, auteur anti-soviétique.
- François Damiens (1973-) Comédien. À étudié au Collège Cardinal Mercier.
- James Deano (1979-) (Olivier Nardin) : rappeur et humoriste.
- José De Launoit[12] et son épouse Alice Devos, première coloriste de Hergé, résidant tous deux à Sartmoulin (d'où l'appellation du château de Moulinsart dans Tintin).
- François-Louis Deschamps (1919-2024) : ténor belge.
- Albert Dithmar : (-1439), médecin des ducs de Brabant (XIVe siècle).
- William Dunker (1959-2023) : chanteur wallon.
- Étienne Fortamps (1776-1848), homme politique.
- Alain Gerlache (1952-) Journaliste et ancien porte-parole de Guy Verhofstadt. A professé au Collège Cardinal Mercier.
- Joël Goffin (1963-), écrivain, poète et essayiste.
- Girls in Hawaii : groupe de musique rock.
- Adhémar Hennaut (1899-1976) : dirigeant du Parti communiste de Belgique (1921-1928), de l'opposition de gauche (1928-1930) et de la Ligue des communistes internationalistes (1932-1939).
- Virginie Hocq (1975-) : humoriste, actrice. Née à Nivelles, elle a suivi des cours à l'Académie de Braine-l'Allleud.
- Jacqueline Lafontaine-Dosogne (1928-1995), chercheuse en histoire de l'art.
- Circé Lethem : actrice.
- Le cardinal Désiré-Joseph Mercier, y est né en 1851. Primat de Belgique en 14-18 et résistant moral à l'occupant.
- Jacques Mercier (1943-), animateur de radio et télévision.
- Jacky Ickx (1945-) : Champion de F1. A résidé à la fermette derrière la La Chapelle de l'Ermite.
- Christian Merveille, chanteur pour enfants.
- Mythic : scénariste de la B.D. Alpha.
- Opak : groupe composé de quatre rappeurs.
- Théotime Jans (artiste peintre).
- Isabelle Regout (1973-) : artiste peintre québécoise.
- Gaston Reiff (1921-1992) : athlète, champion olympique.
- Célestin Rinchard (1909-1987) : gynécologue et criminel.
- Enzo Scifo, joueur de football.
- Thibault Lamotte : compositeur.
- Paul-Henri Spaak : homme politique belge, a passé la fin de sa vie à Braine-l'Alleud où il est inhumé.
- Johannes Tinctoris (vers 1435-1511), compositeur et théoricien de la musique.
- André Wynen (1923-2007) : fondateur des Chambres syndicales des Médecins (Absym).
- Héléna Bailly (2002- ): chanteuse ayant participé à l'émission française Star Academy saison 11[13].
- Damya Laoui (1985- ), bioingénieur médicale, immunologue et chercheuse belge spécialiste de la lutte immunologique contre le cancer.
- Malou : finaliste de The Voice Kids saison 2, diffusé sur La Une[14].

Un hameau de Braine-l'Alleud, Sart-Moulin, a inspiré Hergé. Il en a inversé le nom pour inventer celui de Moulinsart.